# Alicia Azurdia
Alicia Azurdia Gil, (Ciudad de Guatemala, Guatemala, 4 de octubre de 1934-Mixco, Guatemala, 4 de enero de 2015) fue una cantante guatemalteca ganadora del galardón Monja Blanca, la medalla de oro de Radio Nacional de Guatemala (TGW) y la Orden del Quetzal, entre otros.
Fue conocida por ser uno de los referentes musicales más importantes de Guatemala.También conocida por ser la Alondra de América y por interpretar temas de José Ernesto Monzón como Milagroso Señor de Esquipulas, entre otras.

## Primeros años
De pequeña vivió un tiempo en Cobán, Alta Verapaz. Compitió en un concurso de aficionados al canto en Radio Bolívar en donde ganó el primer lugar obteniendo un contrato de tres meses para cantar en dicha emisora. Su primera producción de 45 RMP fue La polca de mamá, escrita por el quetzalteco José Alejandro de León.

## Carrera artística
Comenzó su carrera artística a sus 20 años. Azurdia comenzó a cantar en la TGW en el programa Reloj Musical de Jaime Paniagua Salvatierra desde el 1 de julio de 1954 hasta 1971.Con la TGW también participó en los programas Música de mi Tierra, Fantasía Musical, La Hora Nacional y Guatemala Trabaja y Progresa. Contó con más de 250 producciones musicales, 14 discos de larga duración y cinco CDs. Interpretó varias melodías escritas por José Ernesto Monzón junto a la Marimba Chapinlandia, Alma Tuneca, el Mariachi Vargas, la Orquesta Sinfónica Nacional de Guatemala, Orquesta Sinfónica de México, Orquesta Panamericana, Trío Los Panchos y la Orquesta de Bob Porter. Su padre Roberto Mendizábal, ingeniero de sonido, grabó varios discos de acetato de Alicia Azurdia, bajo los sellos Dideca y Fonica,  en las décadas de los 60 y 70s. En noviembre de 1965, Gaspar Pumarejo la presentó en el Canal 47 de Nueva York en Estados Unidos. En 1987 fue nombrada Mariscal de la Delegación de Guatemala en el Desfile de la Hispanidad, realizado también en Nueva York.

## Vida personal
Contrajo matrimonio con Evelio Cuadrado, con quien procreó a Vilma Esperanza, Miriam Marilú, Ana Elizabeth y Patty.

## Fallecimiento
Azurdia falleció el 4 de enero de 2015 a sus 80 años debido a una fibrosis pulmonar que ya se había diagnosticado en 2014. La hija de José Ernesto Monzón se refirió con un mensaje que dice lo siguiente:

“Esta noticia es muy dolorosa para mi familia, porque Azurdia no solo era la intérprete máxima de mi papá -José Ernesto Monzón-, sino que fue amiga de él durante muchos años”. “Muere un valor nacional que no tiene relevo, no hay nadie que supla a una cantante de esa categoría. Ella se dedicó a exaltar canciones vernáculas de Guatemala, a crear identidad que se ha ido perdiendo. Esperamos que en Guatemala resurjan cantantes que quieran seguir esa tradición”
Brenda Monzón, gestora cultural y directora de Filgua también hija de José Ernesto Monzón.

También el compositor guatemalteco Lester Godínez refirió lo siguiente:

“Es un golpe duro para Guatemala, porque ella representa parte del alma de los guatemaltecos con su canto. Su canción era representativa de la identidad nacional. Gracias a Dios quedaron sus grabaciones y que su hija -Elizabeth- ha seguido los pasos de ella”
Lester Godínez, Compositor y marimbista Guatemalteco.